# Mithe Pur
Mithe Pur è una suddivisione dell'India, classificata come census town, di 41.243 abitanti, situata nel distretto di Delhi Sud, nello territorio federato di Delhi. In base al numero di abitanti la città rientra nella classe III (da 20.000 a 49.999 persone).

## Geografia fisica
La città è situata a 28° 29' 50 N e 77° 19' 05 E.

## Società

### Evoluzione demografica
Al censimento del 2001 la popolazione di Mithe Pur assommava a 41.243 persone, delle quali 23.038 maschi e 18.205 femmine. I bambini di età inferiore o uguale ai sei anni assommavano a 8.007, dei quali 4.254 maschi e 3.753 femmine. Infine, coloro che erano in grado di saper almeno leggere e scrivere erano 27.519, dei quali 17.261 maschi e 10.258 femmine.